# Bilbao Arena
El Bilbao Arena o Palacio de Deportes de Bilbao (coloquialmente llamado Miribilla), es un recinto deportivo situado en el barrio de Miribilla de Bilbao (Vizcaya).

## Aforo e instalaciones
El palacio cuenta con una cancha central con un aforo de 10 014 espectadores, escenario en el cual el equipo de baloncesto Bilbao Basket disputa sus partidos como local. La cancha puede acoger asimismo todo tipo de espectáculos. Las instalaciones del palacio se completan con piscinas y gimnasios para el uso de los vecinos de Miribilla. 

## Inauguración
El Bilbao Arena fue inaugurado el 24 de septiembre de 2010 por el alcalde Iñaki Azkuna. El partido inaugural se celebró el 27 de septiembre de 2010 en homenaje a Javi Salgado, siendo el primer resultado Bizkaia Bilbao Basket 77-60 Lagun Aro GBC.

## Distinciones
- 2011 ArchDaily Mejor Edificio Deportivo del Mundo.[5]
- 2012 RIBA European AWARDS.[6]